# Петерс, Райнхард
Райнхард Петерс (нем. Reinhard Peters; 2 апреля 1926, Магдебург — 4 июня 2008, Берлин) — немецкий дирижёр.
Играл на скрипке и работал репетитором в оркестре Берлинской государственной оперы, затем учился дирижированию в Париже.
В 1951 году стал первым лауреатом Безансонского международного конкурса молодых дирижёров.
С 1957 года — в Дюссельдорфской опере. В 1961—1970 годах — главный дирижёр Мюнстерского симфонического оркестра.
Много работал также с оркестром Philharmonia Hungarica и с Брюссельской оперой.
Преподавал в Высшей школе Фолькванг в Эссене.
Записал с Венским Гайдновским оркестром и Дитрихом Фишером-Дискау альбом арий Гайдна и Моцарта (1969), с «Philharmonia Hungarica» и Руджеро Риччи — скрипичные концерты Феликса Мендельсона и Александра Глазунова.